# 科克伦 (加利福尼亚州)
科克伦（英語：Corcoran），是美国加利福尼亚州金斯县下属的一座城市。建市于1914年8月11日，面积大约为7.47平方英里（19.3平方公里）。根据2010年美国人口普查，该市有人口24,813人。